# Tour de France 2015/8. Etappe
Die 8. Etappe der Tour de France 2015 fand am 11. Juli 2015 statt und führte von Rennes über 181,5 Kilometer nach Mûr-de-Bretagne. Es gab eine Bergwertung der vierten Kategorie nach 99,5 Kilometern (Col du Mont Bel-Air) und einen Zwischensprint nach 108,5 Kilometern in Moncontour. Die Zielankunft war eine Bergwertung der 3. Kategorie. Die achte Etappe zählte als mittelschwere Etappe. Es gingen 185 Fahrer an den Start.

## Rennverlauf
Nachdem zu Beginn das Tempo im Rennen sehr hoch war und sich folglich keiner leicht absetzen konnte, gelang es schließlich vier Fahrern: Sylvain Chavanel, Bartosz Huzarski, Romain Sicard und Pierre-Luc Périchon fuhren aus dem Feld heraus und erlangten maximal einen Vorsprung von drei Minuten. Nach dem Zwischensprint, den Périchon gewann, wurden die vier Ausreißer eingeholt und es bildeten sich neue Gruppierungen. Nach einiger Zeit gab es eine neue dreiköpfige Spitzengruppe bestehend aus Huzarski, Lars Bak und Michał Gołaś. Sie gewannen maximal rund eine Minute Vorsprung auf das Hauptfeld und hielten diesen bis kurz vor das Ziel bei rund 30 Sekunden. Lange Zeit leistete die Mannschaft Cannondale-Garmin allein die Nachführarbeit. Erst acht Kilometer vor dem Ziel endete die Flucht.
An der Mûr de Bretagne, einem Anstieg der dritten Kategorie, fielen die Sprinter erwartungsgemäß zurück. Die Klassementfahrer platzierten sich vorn. Am Berg attackierte dann Alexis Vuillermoz (ag2r). Ihm folgte Daniel Martin (Cannondale-Garmin), er konnte den Franzosen aber nicht mehr einholen. Vuillermoz gewann die Etappe vor Martin und Alejandro Valverde.

## Punktewertungen
| Zwischensprint in Moncontour nach 108,5 km auf 177 m |                        |                           |         |
| 1.                                                   | Frankreich             | Pierre-Luc Périchon (BSE) | 20 Pkt. |
| 2.                                                   | Polen                  | Bartosz Huzarski (BOA)    | 17 Pkt. |
| 3.                                                   | Frankreich             | Sylvain Chavanel (IAM)    | 15 Pkt. |
| 4.                                                   | Frankreich             | Romain Sicard (EUC)       | 13 Pkt. |
| 5.                                                   | Deutschland            | André Greipel (LTS)       | 11 Pkt. |
| 6.                                                   | Deutschland            | John Degenkolb (TGA)      | 10 Pkt. |
| 7.                                                   | Niederlande            | Koen de Kort (TGA)        | 9 Pkt.  |
| 8.                                                   | Vereinigtes Konigreich | Mark Cavendish (EQS)      | 8 Pkt.  |
| 9.                                                   | Slowakei               | Peter Sagan (TCS)         | 7 Pkt.  |
| 10.                                                  | Frankreich             | Bryan Coquard (EUC)       | 6 Pkt.  |
| 11.                                                  | Niederlande            | Roy Curvers (TGA)         | 5 Pkt.  |
| 12.                                                  | Frankreich             | Angélo Tulik (EUC)        | 4 Pkt.  |
| 13.                                                  | Frankreich             | Pierre Rolland (EUC)      | 3 Pkt.  |
| 14.                                                  | Belgien                | Thomas De Gendt (LTS)     | 2 Pkt.  |
| 15.                                                  | Frankreich             | Frédéric Brun (BSE)       | 1 Pkt.  |

| Etappenziel in Mûr-de-Bretagne nach 181,5 km auf 293 m |                        |                          |         |
| 1.                                                     | Frankreich             | Alexis Vuillermoz (ALM)  | 30 Pkt. |
| 2.                                                     | Irland                 | Daniel Martin (TCG)      | 25 Pkt. |
| 3.                                                     | Spanien                | Alejandro Valverde (MOV) | 22 Pkt. |
| 4.                                                     | Slowakei               | Peter Sagan (TCS)        | 19 Pkt. |
| 5.                                                     | Frankreich             | Tony Gallopin (LTS)      | 17 Pkt. |
| 6.                                                     | Belgien                | Greg Van Avermaet (BMC)  | 15 Pkt. |
| 7.                                                     | Vereinigtes Konigreich | Adam Yates (OGE)         | 13 Pkt. |
| 8.                                                     | Vereinigtes Konigreich | Chris Froome (SKY)       | 11 Pkt. |
| 9.                                                     | Niederlande            | Bauke Mollema (TFR)      | 9 Pkt.  |
| 10.                                                    | Vereinigte Staaten     | Tejay van Garderen (BMC) | 7 Pkt.  |
| 11.                                                    | Kolumbien              | Julián Arredondo (TFR)   | 6 Pkt.  |
| 12.                                                    | Spanien                | Joaquim Rodríguez (KAT)  | 5 Pkt.  |
| 13.                                                    | Frankreich             | Warren Barguil (TGA)     | 4 Pkt.  |
| 14.                                                    | Spanien                | Alberto Contador (TCS)   | 3 Pkt.  |
| 15.                                                    | Kolumbien              | Rigoberto Urán (EQS)     | 2 Pkt.  |

## Bergwertungen
| Col du Mont Bel-Air Kategorie 4 nach 99,5 km auf 336 m 1,5 km bei 5,7 % |            |                     |        |
| 1.                                                                      | Frankreich | Romain Sicard (EUC) | 1 Pkt. |

| Mûr-de-Bretagne Kategorie 3 nach 181,5 km auf 293 m 2,0 km bei 6,9 % |            |                         |        |
| 1.                                                                   | Frankreich | Alexis Vuillermoz (ALM) | 2 Pkt. |
| 2.                                                                   | Irland     | Daniel Martin (TCG)     | 1 Pkt. |

## Aufgaben
- Luca Paolini (KAT): nicht zur Etappe angetreten (positiver Befund auf Kokain)[1]